# Gentiana grandiflora
Gentiana grandiflora är en gentianaväxtart som beskrevs av Laxm.. Gentiana grandiflora ingår i släktet gentianor, och familjen gentianaväxter. Inga underarter finns listade i Catalogue of Life.